# Guirou
Guirou est un village de la région de l'Extrême Nord Cameroun, département du Mayo-Danay et arrondissement de Gobo. Ce village est limité au nord par le village Ouro Bouna, à l’Est par Gobo, au Sud par Dom et à L’Ouest par Kaygue.

## Démographie
Guirou a une population estimée à 510 habitants dont 244 hommes (48 %) et 266 femmes (52 %) lors du dernier recensement de 2005. La population de Guirou représente 0,95 % de la population de la commune de Gobo.